# Bedroom Eyes
Bedroom Eyes är artistnamnet för den svenska indiepopsångaren och låtskrivaren Jonas Jonsson (född Jonas Melker Alexander Norum den 6 april 1983 i Föllinge).
Hans debutalbum spelades in under 2009 på Ocean Sound Recordings i Giske kommun i Norge, med Herman Söderström. 2017 kom uppföljaren Greetings from Northern Sweden, producerad av Andreas Mattsson, och lanserades i Skandinavien, Storbritannien, Japan, Tyskland och Benelux-regionen.
Jonsson har nämnt Kerstin Ekman och The Replacements som konstnärliga influenser.
Bedroom Eyes släppte två egna EP:s för gratis nedladdning, Embrace In Stereo 2006 och Valentine Vacancy 2007, och varit föremål för en internethype som ledde till mer än 140 000 nedladdningar av låten "Motorcycle Daydream". Enligt Elbo.ws var han bland världens fem mest populära bloggartister vid lanseringen av Valentine Vacancy. Samtidigt som musiknyhetssajten Idolator.com utnämnde honom till "den här veckans största artist i världen".
Rolling Stone Magazine har sagt om Jonsson: "... Specialized in gracious songs about heartaches and personal dramas. [...] A strong songwriting. Like Jens Lekman meets Belle & Sebastian".
Under 2007 uppträdde Bedroom Eyes på Quartfestivalen i Kristiansand i Norge.

## Diskografi
- 2022 – Sisyphus Rock (LP)
- 2017 – Greetings from Northern Sweden (LP)
- 2010 – The Long Wait Champion (LP)
- 2007 – Valentine Vacancy (EP)
- 2006 – Embrace In Stereo (EP)

## Liveband
Bedroom Eyes liveband består av:
- Kim Fastesson (gitarr)
- Henric Boija (gitarr)
- Markus Eriksson (piano)
- Mattias Andersson (bas)
- Emil Karlsson (trummor)
- Markus Ernehed (saxofon)